# なぎり京
なぎり 京（なぎり きょう）は、日本の漫画家である。大阪府出身。2009年からちゃお、ちゃおデラックスで活動する。

## 来歴
『お兄ちゃんだモン☆』でデビューした。
2010年にちゃお投稿ページの「ちゃおちゃお動物園」のイラストを担当し、2011年に映画『ロック 〜わんこの島〜』の漫画化を担当した。「小学一年生」の2012年10月号から「アイカツ!」を連載。代表作に『アイドルマスター』がある。

## 人物
誕生日は10月27日で、星座はさそり座で、血液型はA型である。
デビュー作はちゃおデラックス2009年初夏の大創刊号に掲載されたお兄ちゃんだモン☆でデビュー。

## コミックス
- ロックわんこの島
- アイドルマスター
- アイドルマスター〜プレミアム〜
- アイドルマスター〜レジェンド〜